# 구라시마 게사노리
구라시마 게사노리(일본어: 倉島 今朝徳, 1940년 6월 24일 ~ 2013년 7월 3일)는 일본의 전 프로 야구 선수이다. 나가노현 출신이며 현역 시절 포지션은 포수, 내야수였다.

## 인물
중학교 3학년 때부터 야구를 시작해 우에다마쓰오 고등학교(현: 나가노현 우에다 고등학교) 1학년 때 고즈 스스무 투수와 배터리를 구성하여 1957년 하계 고시엔 대회(제39회 전국 고등학교 야구 선수권 대회)에 6번 타자 겸 포수로 출전했다. 전년도 우승 학교인 헤이안 고등학교를 누르고 8강에 진출했지만 이 대회에서 우승한 히로시마 상업고등학교의 야마나카 히데아키(후에 호세이 대학에서 활약)로부터 완봉패를 당했다. 같은 해 가을에 열린 시즈오카 국민 체육 대회에서는 1차전에서 와세다 실업고등학교를 눌렀지만 준준결승에서 호세이 대학 제2 고등학교의 엔도 겐키치(후에 미에 교통에서 활약)에게 막혀 완봉패를 당했다. 이듬해 1958년 춘계 호쿠신에쓰 대회에 진출했지만 이 대회의 준결승에서 고마쓰 실업 고등학교에게 패했다. 1959년 하계 나가노현 예선 준준결승에서 고모로
상업고등학교에게 패했다.
졸업 후 메이지 대학에 진학하여 도쿄 6대학 야구 리그에서는 1961년 춘계 리그에서 우승을 이끌었다. 같은 해 전일본 대학 야구 선수권 대회에 출전했지만 준결승전에서 니혼 대학에게 패했다. 1년 선배인 쓰지 요시노리 포수가 있었는데 그에 걸맞게 1루수로도 기용됐다. 하지만 1962년 추계 리그에서 쓰지가 결장했기 때문에 이후에는 주전 포수가 됐다. 1963년에는 주장으로 발탁돼 4번 타자를 맡았지만 추계 리그인 릿쿄 대학과의 2차전에서 주자 귀루 시의 상대 선수와 접촉한 것을 놓고 양팀 선수들이 난투극을 벌였고, 이 사건에 대한 책임을 지고 출장 정지 처분을 받았다. 리그 통산 54경기에 출전하여 182타수 52안타, 타율 0.286, 1홈런, 18타점을 기록했다. 대학 동기로는 투수 이시오카 고조, 외야수 미우라 가즈미가 있다.
이시오카와 함께 1964년 고쿠테쓰 스왈로스에 입단했다. 같은 해 이스턴 리그에서 베스트 나인(1루수)에 선출됐고 동시에 주니어 올스타전에도 출전했다. 1군에서는 주로 대타로서의 출전이 많았지만 1루수, 포수로서도 기용됐다. 1967년 10월 한신 타이거스전에서 처음으로 선발 출전하여 포수로서도 수비에 올랐다. 1969년 6월에는 도요다 야스미쓰의 갑작스러운 결장으로 비록 한 경기지만 4번 타자 겸 1루수로 선발 출전했다. 1969년을 끝으로 현역에서 은퇴했다.
이후 야쿠르트 본사 임원을 거친 뒤 야쿠르트 구단에 입사하여 구단 전무, 연맹 담당(구단 대표), 센트럴 리그 이사장 등을 역임했고 2011년에 퇴단했다. 2013년 7월 3일에 심부전으로 사망했다(향년 73세).

## 상세 정보

### 출신 학교
- 나가노현 우에다마쓰오(현: 나가노현 우에다 고등학교)
- 메이지 대학

### 선수 경력
- 고쿠테쓰 스왈로스·산케이 스왈로스·산케이 아톰스·아톰스(1964년 ~ 1969년)

### 등번호
- 9(1964년 ~ 1966년)
- 31(1967년)
- 28(1968년 ~ 1969년)

### 연도별 타격 성적
| 연 도      | 소 속                  | 경 기 | 타 석 | 타 수 | 득 점 | 안 타 | 2 루 타 | 3 루 타 | 홈 런 | 루 타 | 타 점 | 도 루 | 도 루 자 | 희 생 번 | 희 생 플 | 볼 넷 | 고 4 | 사 구 | 삼 진 | 병 살 타 | 타 율 | 출 루 율 | 장 타 율 | O P S |
| ---------- | ---------------------- | ----- | ----- | ----- | ----- | ----- | ------- | ------- | ----- | ----- | ----- | ----- | -------- | -------- | -------- | ----- | ---- | ----- | ----- | -------- | ----- | -------- | -------- | ----- |
| 1964년     | 고쿠테쓰 산케이 아톰스 | 15    | 10    | 10    | 0     | 2     | 1       | 0       | 0     | 3     | 0     | 0     | 0        | 0        | 0        | 0     | 0    | 0     | 2     | 1        | .200  | .200     | .300     | .500  |
| 1965년     | 고쿠테쓰 산케이 아톰스 | 15    | 16    | 16    | 0     | 3     | 0       | 0       | 0     | 3     | 0     | 0     | 0        | 0        | 0        | 0     | 0    | 0     | 7     | 1        | .188  | .188     | .188     | .375  |
| 1966년     | 고쿠테쓰 산케이 아톰스 | 2     | 2     | 1     | 0     | 0     | 0       | 0       | 0     | 0     | 0     | 0     | 0        | 0        | 0        | 1     | 0    | 0     | 1     | 0        | .000  | .500     | .000     | .500  |
| 1967년     | 고쿠테쓰 산케이 아톰스 | 8     | 11    | 11    | 3     | 4     | 0       | 0       | 1     | 7     | 1     | 0     | 0        | 0        | 0        | 0     | 0    | 0     | 1     | 0        | .364  | .364     | .636     | 1.000 |
| 1968년     | 고쿠테쓰 산케이 아톰스 | 38    | 46    | 42    | 2     | 11    | 1       | 0       | 0     | 12    | 3     | 0     | 0        | 0        | 0        | 4     | 0    | 0     | 13    | 0        | .262  | .326     | .286     | .612  |
| 1969년     | 고쿠테쓰 산케이 아톰스 | 40    | 44    | 41    | 0     | 8     | 0       | 0       | 0     | 8     | 4     | 0     | 0        | 0        | 1        | 1     | 0    | 1     | 13    | 0        | .195  | .233     | .195     | .428  |
| 통산 : 6년 | 통산 : 6년             | 118   | 129   | 121   | 5     | 28    | 2       | 0       | 1     | 33    | 8     | 0     | 0        | 0        | 1        | 6     | 0    | 1     | 37    | 2        | .231  | .273     | .273     | .546  |

- 고쿠테쓰(고쿠테쓰 스왈로스)는 1965년 시즌 도중에 산케이(산케이 스왈로스), 1969년 아톰스로 구단명을 변경